# Orthospila
Orthospila és un gènere d'arnes de la família Crambidae. El gènere va ser descrit per primera vegada per William Warren el 1890.

## Taxonomia
- Orthospila orissusalis (Walker, 1859)
- Orthospila plutusalis (Walker, 1859)